# Sparkassen Open 2021
Lo Sparkassen Open 2021 è stato un torneo di tennis facente parte della categoria Challenger 90 nell'ambito dell'ATP Challenger Tour 2021. È stata la 27ª edizione del Braunschweig Open, si è giocato sui campi in terra rossa del Braunschweiger Tennis und Hockey Club di Braunschweig, in Germania, dal 5 all'11 luglio 2021.

## Partecipanti

### Teste di serie
| Nazionalità | Giocatore         | Ranking* | Testa di serie |
| ----------- | ----------------- | -------- | -------------- |
| Francia     | Benoît Paire      | 46       | 1              |
| Lituania    | Ričardas Berankis | 80       | 2              |
| Germania    | Yannick Hanfmann  | 99       | 3              |
| Slovacchia  | Jozef Kovalík     | 127      | 4              |
| Svizzera    | Henri Laaksonen   | 137      | 5              |
| Rep. Ceca   | Tomáš Macháč      | 144      | 6              |
| India       | Sumit Nagal       | 150      | 7              |
| Germania    | Daniel Altmaier   | 166      | 8              |

 Ranking al 28 giugno 2021.

### Altri partecipanti
I seguenti giocatori hanno ricevuto una wild card nel tabellone principale:
- Rudolf Molleker
- Marvin Möller
- Benoît Paire

I seguenti giocatori sono entrati in tabellone come alternate:
- Malek Jaziri
- Miša Zverev

I seguenti giocatori sono passati dalle qualificazioni:
- Sandro Ehrat
- Dayne Kelly
- Daniel Michalski
- Mats Rosenkranz

## Punti e montepremi
| Torneo    | Torneo              | V     | F     | SF    | QF    | 2T    | 1T  | Q | Q2  | Q1  |
| Singolare | Punti               | 90    | 55    | 33    | 17    | 8     | 0   | 5 | 2   | 0   |
| Singolare | Premi in denaro (€) | 9 200 | 5 400 | 3 250 | 1 850 | 1 100 | 660 | – | 330 | 165 |
| Doppio    | Punti               | 90    | 55    | 33    | 17    | –     | 0   | – | –   | –   |
| Doppio    | Premi in denaro (€) | 3 950 | 2 350 | 1 380 | 850   | –     | 460 | – | –   | –   |

## Campioni

### Singolare
Daniel Altmaier ha sconfitto in finale  Henri Laaksonen con il punteggio di 6–1, 6–2.

### Doppio
Szymon Walków /  Jan Zieliński hanno sconfitto in finale  Ivan Sabanov /  Matej Sabanov con il punteggio di 4–6, 6–4, [10–4].